# CBS Television City
CBS Television City (também conhecido como Television City) é a denominação dada ao complexo de estúdios da CBS, localizado no Distrito de Fairfax, em Los Angeles. Projetado pelo arquiteto William Pereira, é um dos dois estúdios de televisão da CBS no sul da Califórnia - o outro é o CBS Studio Center localizado em Studio City no Vale de São Fernando.
Desde sua inauguração em 1952, vários programas de TV foram transmitidos ao vivo ou gravados no Television City, incluindo muitos programas que não foram ao ar na CBS. Também tem sido o local de produção de vários filmes, como The Wonders - O Sonho Não Acabou (1996) estrelado por Tom Hanks e Liv Tyler.
Em 26 de junho de 2018, recebeu status de monumento histórico-cultural de Los Angeles, embora a designação seja limitada principalmente ao exterior do edifício principal.